# Pedro Eugenio Aramburu
Pedro Eugenio Aramburu Silveti (Río Cuarto, 21 marzo 1905 – Carlos Tejedor, 1º giugno 1970) è stato un politico e generale argentino.

## Biografia
Pedro Eugenio Aramburu nacque a Río Cuarto, nella provincia di Córdoba, il 21 marzo 1905; fu iscritto al Colegio Militar de la Nación dove ottenne il grado di sottotenente nel 1922 e di maggiore nel 1939; fu docente presso la Escuela Superior de Guerra nel 1943 e, dopo la fine della seconda guerra mondiale, raggiunse il grado di generale di brigata nel 1951 e, nel 1955, divenne Capo di Stato Maggiore dell'Esercito con il grado di tenente generale.
Nello stesso anno fu tra gli organizzatori del colpo di Stato, la cosiddetta Rivoluzione Liberatrice, che il 16 settembre rovesciò il governo del presidente Juan Domingo Perón, costringendolo all'esilio, ed assunse la presidenza dell'Argentina dal 13 novembre 1955 al 1º maggio 1958 quando fu sostituito da Arturo Frondizi.
Aramburu fu assassinato il 1º giugno 1970 con un colpo di rivoltella, due giorni dopo essere stato rapito dal gruppo filo peronista Montoneros; le sue spoglie riposano al cimitero monumentale della Recoleta a Buenos Aires.